# 風布川
風布川（ふうっぷがわ）は、埼玉県大里郡寄居町を流れ荒川に注ぐ一級河川である。国土地理院の地図では釜伏川（かまぶせがわ）と表記される。埼玉県立長瀞玉淀自然公園の区域に指定されている他、周囲の森林は水源の森百選日本水の森にも選定されている。
寄居町は自然と産業が調和する創造のまちとして水の郷百選に認定されており森と川は重要な観光資源のほか、住民の憩いの場となっている。

## 日本水の森
釜伏山北麓周辺に広がる森林で、日本水の森として水源の森百選に選定されている。
| 山岳   | 面積(ha) | 標高(m)  | 人工林(%) | 天然林(%) | 主な樹種                         | 制限林             | 種類                   |
| ------ | -------- | -------- | --------- | --------- | -------------------------------- | ------------------ | ---------------------- |
| 釜伏山 | 70       | 120～580 | 80        | 20        | スギ・ヒノキ・カエデ・ヤマモミジ | 土砂流出防備保安林 | 湧水源、流水（風布川） |

寄居町の上水道・灌漑の水源として利用されており、名水百選に選ばれた｢風布川・日本水｣の水源でもある。
所在地：埼玉県大里郡寄居町大字風布字大村蕪外（データは選定年1995年（平成7年）7月）

## 河川
途中7つの渓流を合わせおよそ6kmを北流し、夫婦滝から玉淀ダムに注ぐ、途中には日本の里 （やまとのさと）があり食事などが出来る。

## 日本水（名水百選）

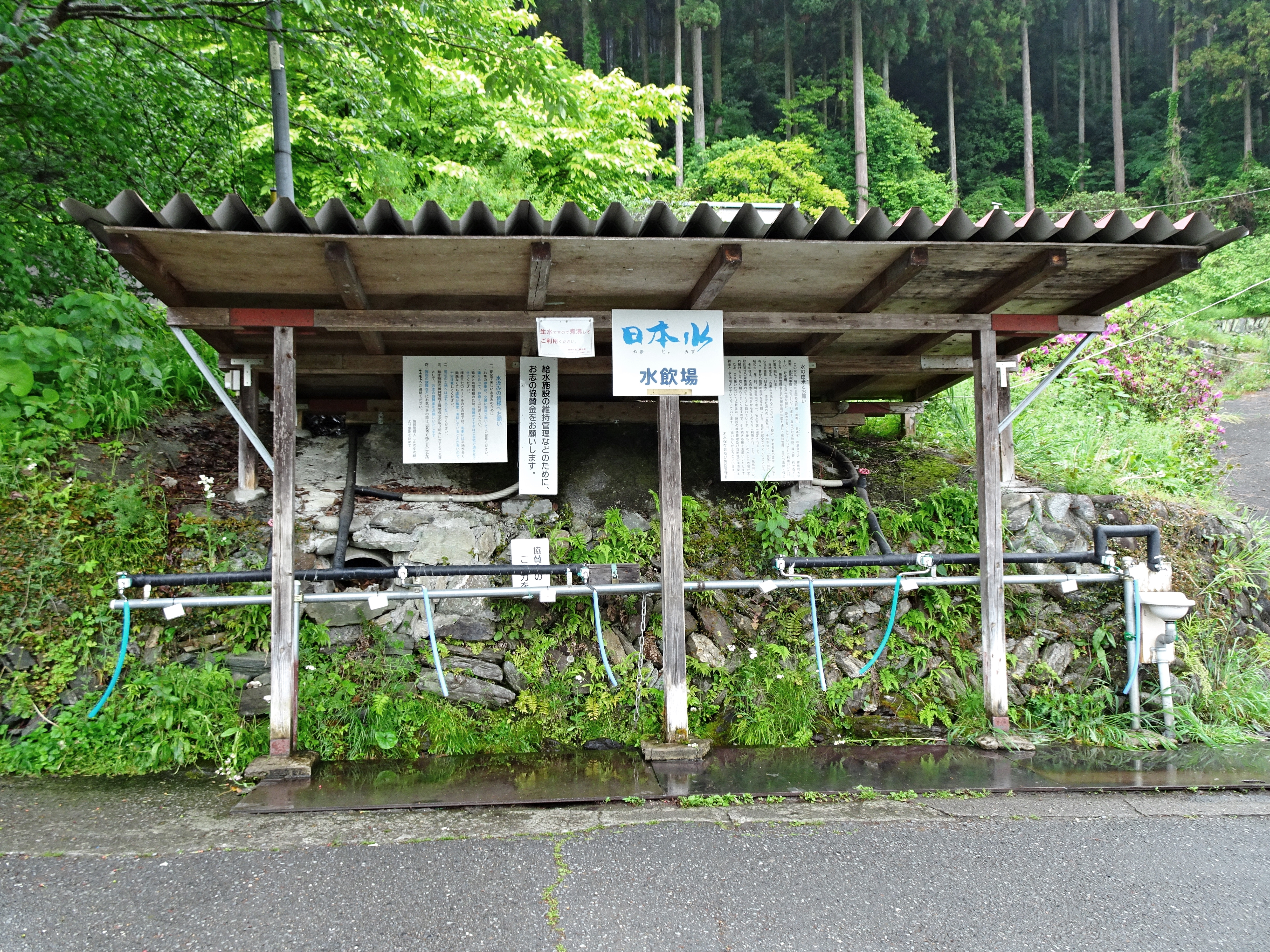
日本水湧水・飲水場

源流の湧水日本水（やまとみず) と併せ1985年（昭和60年）風布川・日本水として名水百選のひとつに選定されている。
釜伏山北面に、「百畳敷岩」から5,000(t/日)が湧出する、古来から涸れたことがなく水源には「日本水大神」が祀られている。日本武尊が東征の折、戦勝を祈願して釜伏山中腹の「百畳敷岩」と呼ばれる大岩壁に剣を突き刺したところ、たちまち湧き出した戸の伝説がある。写真の飲水場とは別に、釜伏山山頂からやや西側に下ったところに、日本水源泉があるが、現在、崩落の危険がある登山道は通行禁止となっており、実質源泉への立ち入りは出来なくなっている。

## 交通
- 秩父鉄道波久礼駅下車（約6km）
- 皆野寄居バイパス風布IC 駐車場まで約10分